# Bursina
Bursina is een geslacht van weekdieren uit de klasse van de Gastropoda (slakken).

## Soorten
- Bursina borisbeckeri (Parth, 1996)
- Bursina fernandesi (Beu, 1977)
- Bursina fijiensis (Watson, 1881)
- Bursina gnorima (Melvill, 1918)
- Bursina ignobilis (Beu, 1987)
- Bursina nobilis (Reeve, 1844)